# Замглай (селище)
Замгла́й — селище в Україні,  у Ріпкинській селищній громаді Чернігівського району Чернігівської області, за 7 км під залізничної станції Голубичі, 1,7 тис. жителів (1 січня 2022 р.).
Відповідно до розпорядження Кабінету Міністрів України № 730-р від 12 червня 2020 року «Про визначення адміністративних центрів та затвердження територій територіальних громад Чернігівської області», увійшло до складу Ріпкинської селищної громади.

## Населення

### Чисельність населення
| 1979  | 1989  | 2001  | 2016  | 2022  |
| ----- | ----- | ----- | ----- | ----- |
| 2,230 | 2,249 | 1,951 | 1,783 | 1,723 |

### Мова
Розподіл населення за рідною мовою за даними перепису 2001 року:
| Мова       | Кількість | Відсоток |
| ---------- | --------- | -------- |
| українська | 1854      | 93.54%   |
| російська  | 95        | 4.80%    |
| білоруська | 31        | 1.56%    |
| вірменська | 2         | 0.10%    |
| Усього     | 1982      | 100%     |

## Економіка
Суб’єкти підприємницької діяльності, бюджетні установи.

## Освіта
Середня школа , філіал Ріпкинської музичної школи, технічне училище

## Медицина
2 медпункти

## Культура
Будинок культури, бібліотека.

## Господарство
Функціонують:
- Навчально-виробнича корпорація "НАДІЯ". Вид діяльності: вирощування зернових культур. [6]
- Селянське (фермерське) господарство "УКРАЇНА". Вид діяльності: вирощування зернових культур. [7]
- СФГ "ПРОЛІСОК". Вид діяльності: вирощування зернових та технічних культур. [8]

## Пам'ятки
- «Замглай» — ландшафтний заказник державного значення з площею 4428 га, який був утворений у 2000 р. Це один з найбільших болотних масивів Полісся між річками Сож та Десна. Цей об’єкт розташований біля смт Замглай та с. Ловинь.